# Sophiapolder (Noord-Beveland)
De Sophiapolder was een polder en een waterschap in de gemeente Wissenkerke op Noord-Beveland, in de Nederlandse provincie Zeeland.
In 1774 kregen de ambachtsheren van Geersdijk en Wissenkerke het octrooi voor de bedijking van enkele schorren. In 1775 was de bedijking een feit. Door de hoge kosten van het onderhoud van de zeewering werd om 1878 het verzoek gedaan om de polder calamiteus te laten verklaren. Dit verzoek werd niet gehonoreerd, al vielen sinds de oprichting van het waterschap de Waterkering van de calamiteuze Anna Frisopolder de zeedijken onder dit waterschap.
Bij de grote stormvloed van 22/23 december 1894 ging de polder verloren. Alleen de Sophiahaven in Wissenkerke herinnert nog aan de polder.